# The Lady Is Willing (1942)

The Lady is Willing é um filme de comédia romântica e dramática estadunidense de 1942, dirigido por Mitchell Leisen.